# Baila Morena
"Baila Morena" é uma canção em língua portuguesa cantada por Lucenzo e escrita por ele mesmo, Alexander Scander e Covic Cirilo. É um acompanhamento de lançamento de "Vem Dançar Kuduro" e "Danza Kuduro" de seu próximo álbum.

## Videoclipe
O vídeo foi dirigido por Vincent Egret. Ele mostra Lucenzo com interesses amorosos vários em seu carro em um deserto, enquanto consertava seu carro em uma garagem ou ao ser servido em um restaurante. A cena final mostra o DJ Coms tocando algumas músicas promovendo Lucenzo, e o vídeo da música termina com o anúncio "continua".

## Desempenho nas paradas
A música tem sido um sucesso relativo na Bélgica atingindo a posição de número # 9 nas paradas Ultratop belgas, permanecendo por oito semanas. 